# Average White Band
Die Average White Band, auch kurz AWB, stammt aus Schottland, und ist eine der wenigen europäischen Soulbands, die mit schwarzer Musik populär wurden. Sie wurde 1972 von Alan Gorrie, Roger Ball, Malcolm „Molly“ Duncan († 2019), Robbie McIntosh († 1974), Hamish Stuart und Onnie McIntyre gegründet. Ihr Name („Durchschnittlich(e) weiße Band“) bezieht sich sowohl darauf, dass alle Gründungsmitglieder Weiße waren, als auch auf die Bemerkung eines Freundes, die Musik sei „zuviel für den durchschnittlichen Weißen“.

## Geschichte
Im Januar 1973 trat die Average White Band bei Eric Clapton’s Rainbow Concert in London auf. Bonnie Bramlett setzte bald danach auf die musikalische Unterstützung der AWB, um ihre Platte Sweet Bonnie Bramlett in Los Angeles aufzunehmen. Das 1973 erschienene Debüt Show Your Hand, herausgebracht von dem soul-unerfahrenen Label Music Corporation of America (MCA), erhielt nur wenig Aufmerksamkeit. In Atlantic Records sah das Sextett schließlich eine für seine Musik adäquate Firma, fortan stand zudem Produzent Arif Mardin der Band zur Seite. Mit Erfolg: Das 1974 erschienene Nachfolgealbum Average White Band erlangte deutlich mehr Abnehmer. Die ausgekoppelte Single Pick Up the Pieces gilt als Klassiker der Funkmusik. Das Instrumental erreichte in den USA Platz 1 der Popcharts.
Am 23. September 1974 starb McIntosh auf einer Party nach einem Konzert im Club „Troubadour“ in Los Angeles an einer Überdosis Heroin und musste durch Steve Ferrone ersetzt werden.
Rhythmischer Soul-Funk war 1975 auf dem Album Cut the Cake zu hören, das sich sehr gut verkaufte. Es wurde dem verstorbenen Freund und Bruder Robbie McIntosh gewidmet. Die 1976er Alben Soul Searchin’ und Person to Person verkauften sich ebenfalls gut. Mit dem Album Benny and Us (mit Ben E. King) erreichte die Band im Sommer 1977 ihren letzten Höhepunkt. Ende 1982 löste sich die Band auf.
1989 kam es zu einer Wiedervereinigung der AWB durch Gorrie, McIntyre, Ball und Ferrone mit dem neuen, zweiten Sänger neben Gorrie, Eliot Lewis, der auch als Gitarrist, Keyboarder und Bassist agierte. Chaka Khan, Ronnie Laws und die Ohio Players halfen bei der LP Aftershock. Im März 1994 erschien ein Remix von Let’s Go Round Again in der unteren Hälfte der britischen Single-Charts.
Im Juli 2015 gründeten die ehemaligen Bandmitglieder Malcolm Duncan, Hamish Stuart und Steve Ferrone The 360 Band. „Molly“ Duncan erlag am 8. Oktober 2019 in seinem Haus in Bocholt einem Krebsleiden.

## Diskografie

### Studioalben
| Jahr | Titel                                                     | Höchstplatzierung, Gesamtwochen, AuszeichnungChartplatzierungen (Jahr, Titel, Platzierungen, Wochen, Auszeichnungen, Anmerkungen) | Höchstplatzierung, Gesamtwochen, AuszeichnungChartplatzierungen (Jahr, Titel, Platzierungen, Wochen, Auszeichnungen, Anmerkungen) | Anmerkungen                                                     |
| Jahr | Titel                                                     | UK | US | Anmerkungen                                                     |
| ---- | --------------------------------------------------------- | --- | --- | --------------------------------------------------------------- |
| 1973 | Show Your Hand auch bekannt als: Put It Where You Want It | — | US39 (13 Wo.)US | Erstveröffentlichung: 23. September 1973 Charteinstieg US: 1975 |
| 1974 | AWB                                                       | UK6 Silber · (14 Wo.)UK | US1 Gold · (43 Wo.)US | Erstveröffentlichung: 19. August 1974                           |
| 1975 | Cut the Cake                                              | UK28 (4 Wo.)UK | US4 Gold · (24 Wo.)US | Erstveröffentlichung: 10. Juni 1975                             |
| 1976 | Soul Searching                                            | UK60 (1 Wo.)UK | US9 Platin · (32 Wo.)US | Erstveröffentlichung: 24. Juni 1976                             |
| 1977 | Benny & Us                                                | — | US33 (21 Wo.)US | Erstveröffentlichung: Juli 1977 mit Ben E. King                 |
| 1978 | Warmer Communications                                     | — | US28 Gold · (17 Wo.)US | Erstveröffentlichung: 24. März 1978                             |
| 1979 | Feel No Fret                                              | UK15 Silber · (14 Wo.)UK | US32 (15 Wo.)US | Erstveröffentlichung: 7. März 1979                              |
| 1980 | Shine                                                     | UK14 (13 Wo.)UK | US116 (12 Wo.)US |                                                                 |

Weitere Studioalben
- 1982: Cupid’s in Fashion
- 1989: Aftershock
- 1997: Soul Tattoo
- 2003: Living in Colour
- 2018: Inside Out

### Livealben
| Jahr | Titel            | Höchstplatzierung, Gesamtwochen, AuszeichnungChartplatzierungen (Jahr, Titel, Platzierungen, Wochen, Auszeichnungen, Anmerkungen) | Höchstplatzierung, Gesamtwochen, AuszeichnungChartplatzierungen (Jahr, Titel, Platzierungen, Wochen, Auszeichnungen, Anmerkungen) | Anmerkungen                             |
| Jahr | Titel            | UK | US | Anmerkungen                             |
| ---- | ---------------- | --- | --- | --------------------------------------- |
| 1976 | Person to Person | — | US28 Gold · (18 Wo.)US | Erstveröffentlichung: 29. Dezember 1976 |

Weitere Livealben
- 1999: Face to Face
- 2006: Soul and the City
- 2011: Live at Montreux 1977
- 2013: Times Squared
- 2015: Access All Areas
- 2016: AWB R&B
- 2024: Live at the Rainbow Theatre, 1974

### Kompilationen
| Jahr | Titel                                                     | Höchstplatzierung, Gesamtwochen, AuszeichnungChartplatzierungen (Jahr, Titel, Platzierungen, Wochen, Auszeichnungen, Anmerkungen) | Höchstplatzierung, Gesamtwochen, AuszeichnungChartplatzierungen (Jahr, Titel, Platzierungen, Wochen, Auszeichnungen, Anmerkungen) | Anmerkungen                           |
| Jahr | Titel                                                     | UK | US | Anmerkungen                           |
| ---- | --------------------------------------------------------- | --- | --- | ------------------------------------- |
| 1980 | Volume VIII                                               | — | US182 (2 Wo.)US | Erstveröffentlichung: 25. August 1980 |
| 1994 | The Best Of The Average White Band - Let's Go Round Again | UK38 Silber · (4 Wo.)UK | — |                                       |
| 2019 | Gold                                                      | UK99 (1 Wo.)UK | — | Erstveröffentlichung: 7. Juni 2019    |

Weitere Kompilationen
- 1992: Pickin’ Up the Pieces: The Best of Average White Band
- 1997: Pick Up the Pieces and Other Hits
- 2005: Greatest & Latest
- 2006: The Very Best Of
- 2009: Pick Up the Pieces (The Very Best Of)
- 2025: The Essential Selection

### Singles
| Jahr | Titel Album                                  | Höchstplatzierung, Gesamtwochen, AuszeichnungChartplatzierungen (Jahr, Titel, Album, Platzierungen, Wochen, Auszeichnungen, Anmerkungen) | Höchstplatzierung, Gesamtwochen, AuszeichnungChartplatzierungen (Jahr, Titel, Album, Platzierungen, Wochen, Auszeichnungen, Anmerkungen) | Höchstplatzierung, Gesamtwochen, AuszeichnungChartplatzierungen (Jahr, Titel, Album, Platzierungen, Wochen, Auszeichnungen, Anmerkungen) | Anmerkungen                                         |
| Jahr | Titel Album                                  | UK | US | R&B | Anmerkungen                                         |
| ---- | -------------------------------------------- | --- | --- | --- | --------------------------------------------------- |
| 1974 | Pick up the Pieces AWB                       | UK6 Silber · (9 Wo.)UK | US1 Gold · (17 Wo.)US | R&B5 (20 Wo.)R&B | Erstveröffentlichung: 26. Juli 1974                 |
| 1975 | Cut the Cake                                 | UK31 (4 Wo.)UK | US10 (15 Wo.)US | R&B7 (17 Wo.)R&B | Erstveröffentlichung: April 1975                    |
| 1975 | If I Ever Lose This Heaven Cut the Cake      | — | US39 (8 Wo.)US | R&B25 (11 Wo.)R&B | Erstveröffentlichung: 29. August 1975               |
| 1975 | School Boy Crush Cut the Cake                | — | US33 (7 Wo.)US | R&B22 (13 Wo.)R&B | Erstveröffentlichung: 10. November 1975             |
| 1976 | Queen of My Soul Soul Searching              | UK23 (7 Wo.)UK | US40 (8 Wo.)US | R&B21 (10 Wo.)R&B | Erstveröffentlichung: 10. September 1976            |
| 1977 | A Love of Your Own Soul Searching            | — | — | R&B35 (13 Wo.)R&B | Erstveröffentlichung: 7. Januar 1977                |
| 1977 | Cloudy Person To Person                      | — | — | R&B55 (9 Wo.)R&B |                                                     |
| 1977 | Get It Up Fro Love Benny And Us              | — | — | R&B21 (14 Wo.)R&B | Erstveröffentlichung: 17. Juni 1977 mit Ben E. King |
| 1978 | Your Love Is A Miracle Warmer Communications | — | — | R&B33 (9 Wo.)R&B |                                                     |
| 1979 | Walk on By Feel No Fret                      | UK46 (5 Wo.)UK | US92 (3 Wo.)US | R&B32 (13 Wo.)R&B | Erstveröffentlichung: 11. Mai 1979                  |
| 1979 | When Will You Be Mine Feel No Fret           | UK49 (5 Wo.)UK | — | — | Erstveröffentlichung: 20. Juli 1979                 |
| 1980 | Let’s Go Round Again Shine                   | UK12 Silber · (11 Wo.)UK | US53 (8 Wo.)US | R&B40 (9 Wo.)R&B | Erstveröffentlichung: 11. April 1980                |
| 1980 | For You, for Love Shine                      | UK46 (4 Wo.)UK | — | R&B60 (6 Wo.)R&B | Erstveröffentlichung: 12. Juli 1980                 |

Weitere Singles
- 1973: Put It Where You Want It
- 1973: Show Your Hand
- 1973: This World Has Music
- 1974: How Can You Go Home
- 1974: Nothing You Can Do
- 1975: How Can You Go Home
- 1975: Twilight Zone
- 1976: Everybody’s Darling
- 1977: Goin’ Home
- 1977: The Message
- 1977: Imagine
- 1977: A Star In the Ghetto
- 1978: One Look Over My Shoulder (Is This Really Goodbye?)
- 1978: Big City Lights
- 1979: Atlantic Avenue
- 1979: Feel No Fret
- 1980: Into the Night
- 1982: Easier Said Than Done
- 1982: Cupid’s in Fashion
- 1988: The Spirit of Love

### Videoalben
- 2002: Tonight
- 2011: Live at Montreux 1977

### Boxsets
- 2014: All the Pieces – The Complete Studio Recordings 1971-2003
- 2024: 50 – A 50th Anniversary Celebration